# Хофцумберге
Замок Хофцумберге (Калнамуйжский замок) — замок Ливонского ордена в Тервете (Терветский край Латвии), построенный в XVI веке. От него сохранились весьма скудные руины.
Замок был построен ливонцами на длинном холме, в той его части, где ранее находился предзамок деревянной Терветской крепости, сожжёной в XIII веке. В плане Калнамуйжский замок был похож на квадрат со сторонами 25 м. Где находились въездные ворота до сих пор не ясно. До XVII века включительно стены были оштукатуренными судя по остаткам штукатурки на одной из стен. На первом этаже в южном углу находился камин.
Во время шведско-польской войны там укрепились поляки и в ходе боевых действий замок получил сильные повреждения. В 1701 году замок был занят шведами во время их похода в Курляндию под предводительством Карла XII. В 1798 году, когда Курляндия уже была в составе России, российский император Павел I даровал Калнамуйжу своему фавориту П. А. Палену. К тому времени замок уже сто лет находился в состоянии развалин, но граф не стал его восстанавливать. Он принадлежал роду Паленов до 1920-х годов.
В 1939 году была проведена небольшая и единственная консервация развалин по инициативе Управления памятников. До наших дней от замка сохранились лишь фрагменты внешних стен: часть юго-восточной стены длиной 23 м, часть юго-западной стены 19 м и частица северо-западной стены 4 м длиной. Высота фрагментов — 7-8 м, толщина — 1,1 м. Наружные части стен сложены из полевых камней, а промежутки между ними заполнены осколками кирпича и черепицы в известковом растворе.

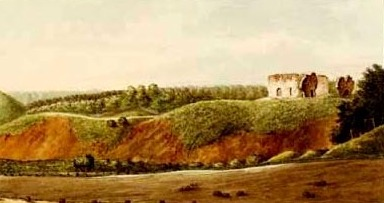
Старинный рисунок
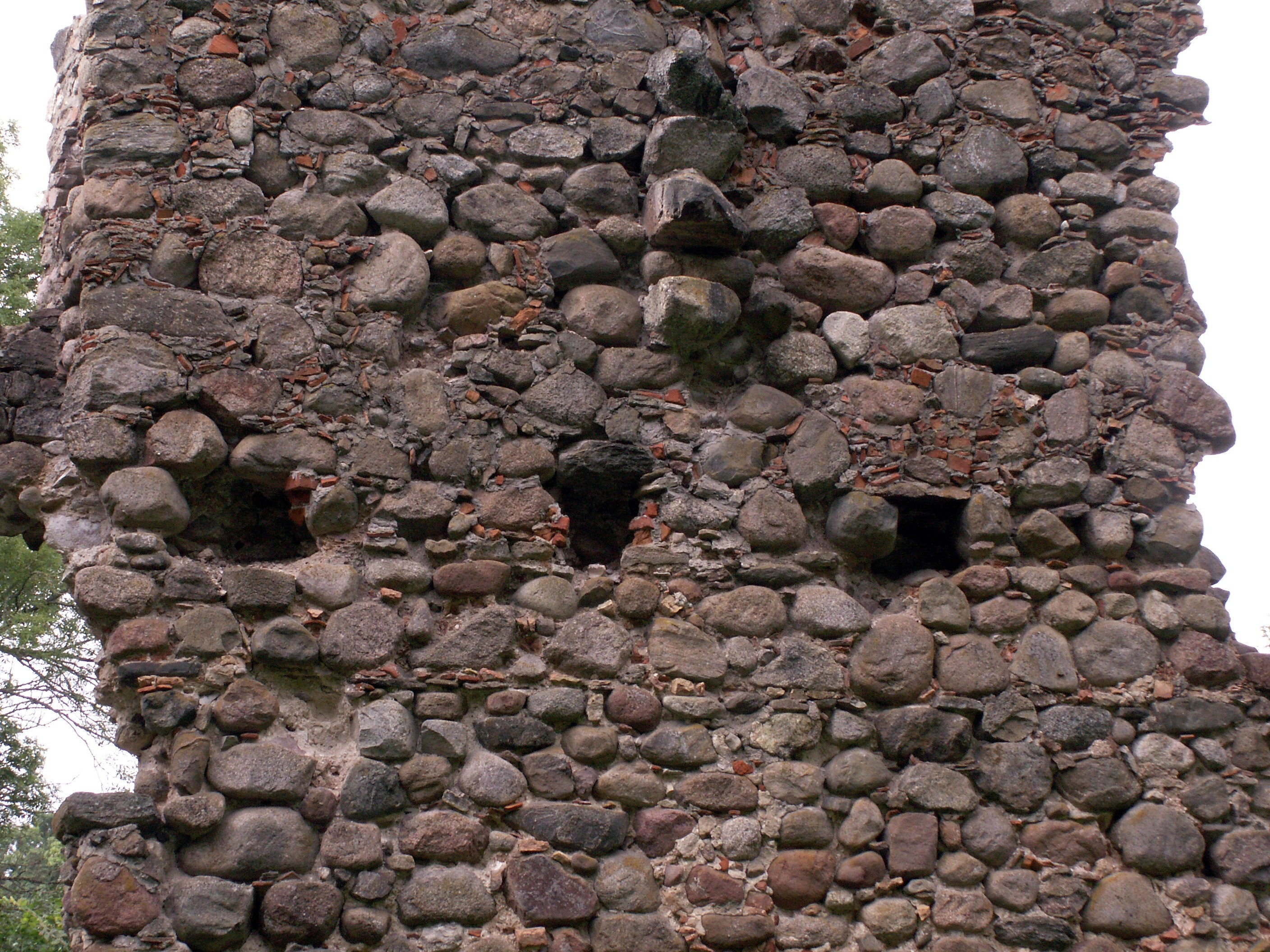
Кладка
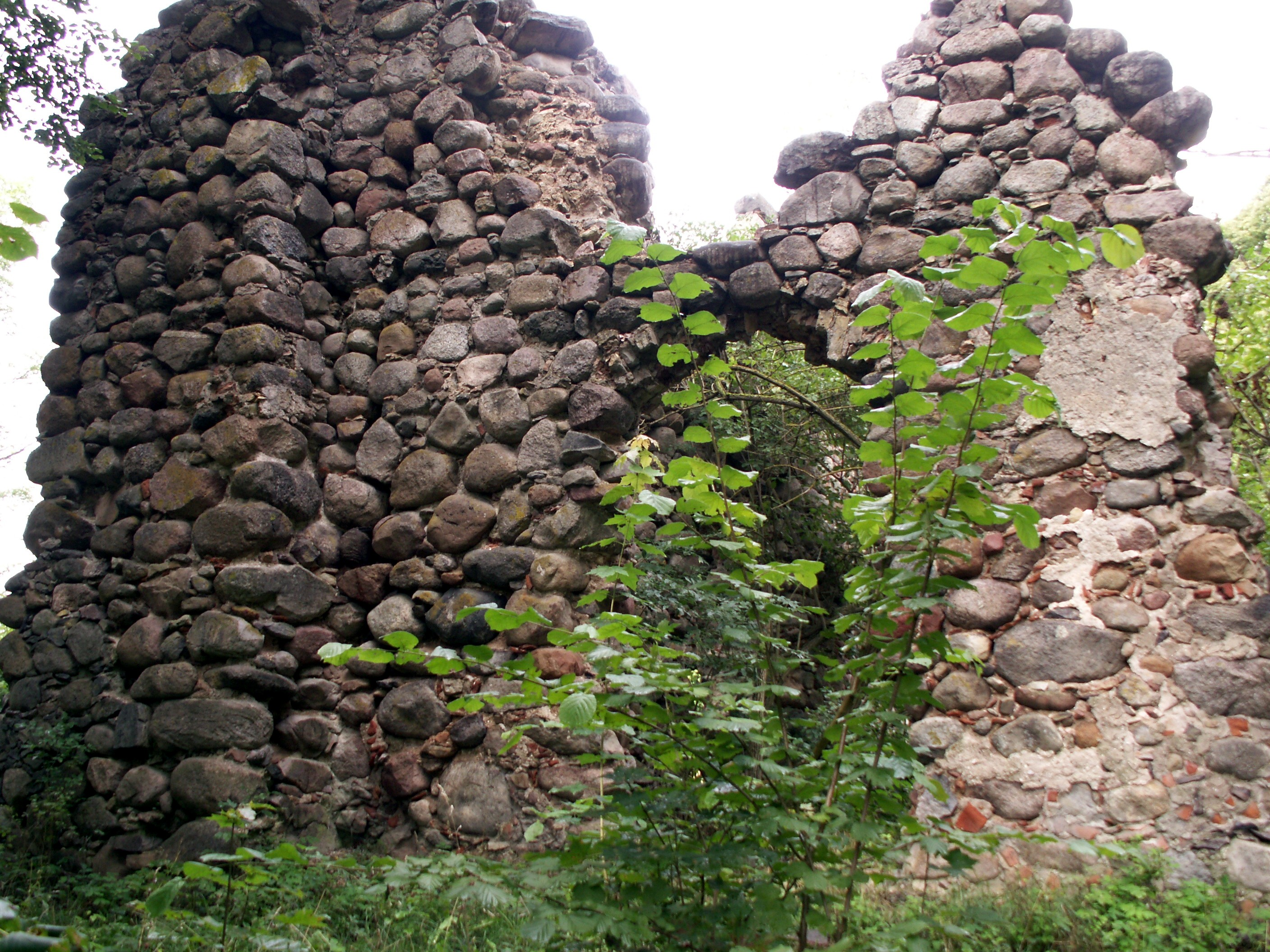
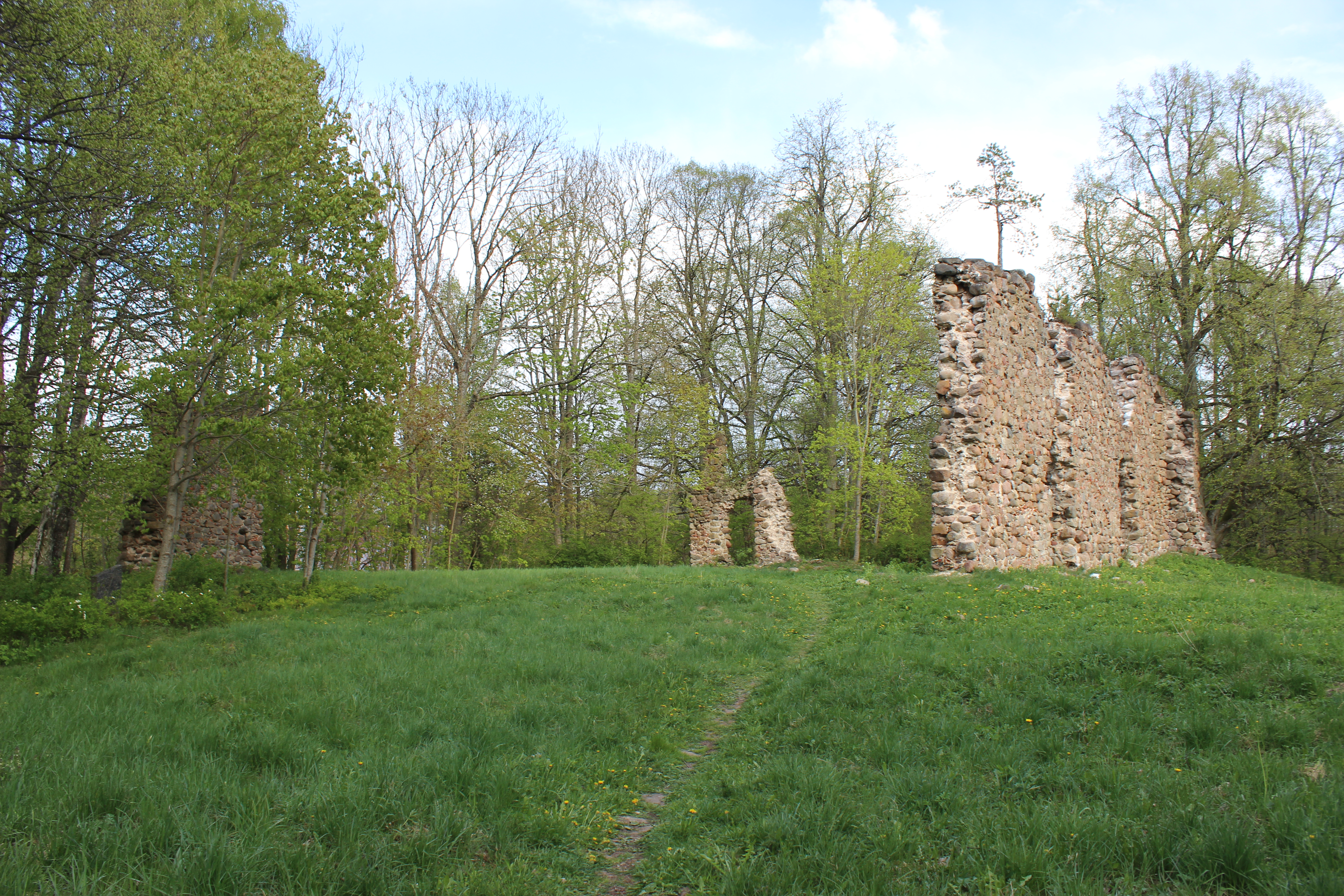